# Michael Möllenbeck
Michael Möllenbeck (Wesel, Alemania, 12 de diciembre de 1969-2 de noviembre de 2022) fue un atleta alemán, especialista en la prueba de lanzamiento de disco, con la que logró ser medallista de bronce mundial en 2001 y 2005.

## Carrera deportiva
En el Mundial de Edmonton 2001 ganó la medalla de bronce en lanzamiento de disco, por detrás de su compatriota Lars Riedel y del lituano Virgilijus Alekna.
Cuatro años más tarde, en el Mundial de Helsinki 2005 ganó de nuevo el bronce en lanzamiento de disco, con un registro de 65.95 metros, tras de nuevo el lituano Virgilijus Alekna y el estonio Gerd Kanter.